# Termioptycha aurantiaca
Termioptycha aurantiaca är en fjärilsart som beskrevs av Antonius Johannes Theodorus Janse 1931. Termioptycha aurantiaca ingår i släktet Termioptycha och familjen mott. Inga underarter finns listade i Catalogue of Life.